# 骯髒戰爭 (阿根廷)
骯髒戰爭（西班牙語：Guerra Sucia），發生於1976年到1983年間，阿根廷右翼軍政府國家恐怖主義時期，針對異議人士與游擊隊所發動的鎮壓行動。豪爾赫·拉斐爾·魏地拉統治下的阿根廷軍政府率先以暴力手段鎮壓持不同政見的人民。在這段時期，先後由魏地拉、罗伯托·爱德华多·比奥拉和莱奥波尔多·加尔铁里所領導的軍政府不合法的逮捕、拷打、殺害或強迫9,000名（此值確認為已經遭到殺害的人數）至30,000名的阿根廷人消失，而這些罪行是兀鷹行動的一部份。文件顯示阿根廷的殘忍管制為當時由亨利·基辛格、傑拉爾德·福特所領導的美國政府所知。
在阿根廷，關於骯髒戰爭的特赦令一直有所爭議（特赦令成為法律是在民主條例恢復後）。劳尔·阿方辛上台後，开始组织调查文员会，1985年审判开庭，但迫于压力从90年代开始特赦首席軍事領導者。2005年6月，阿根廷最高法院廢除了被稱做句號法、應得權威法的特赦令，開啟了起訴前軍事政府官員的大門。

## 庇隆主義再現
當總統胡安·庇隆在1955年的軍事政變被推翻後，戰爭以它的民粹政治運動（庇隆主义）控制了阿根廷政治，但接下來的二十年，平民政府衰落、經濟衰退，使得軍事干涉主義再現。
庇隆于1973年结束流亡回国。当年六月的埃塞萨屠杀标志了左翼与右翼两支庇隆主义联盟的终结。同年庇隆当选总统。1974年7月1日，年老的考迪罗庇隆去世。去世前夕，庇隆决定不再支持左翼武装城市游击队蒙東内罗斯（Montoneros）。庇隆的副總統（也是他的第三任妻子）伊莎贝尔·庇隆接任總統。不久，何塞·洛佩斯·雷加（José López Rega）组织了右翼武装阿根廷反共联盟（Alianza Anticomunista Argentina）暗杀左翼及工会人物。與此同時，抱持马克思主义的人民革命军也在圖庫曼省展開了農村暴動，結果在1975年2月，伊莎貝爾的民主政府发布261号秘密总统令，欲圖平息在圖庫曼省的暴動。

## 軍人掌權
1975年中，暴力散佈於整個國家。如阿根廷反共联盟的極右翼團體以游擊戰為方式，以一般罪行為藉口，去消減意識形態相左的對手。而城市游击队、阿根廷人民革命陸軍也進行了暗殺、綁架，使得社會氣氛陷入恐慌。在7月時，勞工發動了总罢工，1975年7月6日時，由裴倫黨Italo Luder所暫時管轄的政府頒佈了三項法令（法令2770、2771和2772建立了由總統、部長、軍隊長官所領導的國防會議，使其可以指揮國家和行省的警察，來殲滅在阿根廷全境的游擊隊），用以和游擊隊戰鬥。
1975年，在來自軍人集團的壓力下，總統伊莎貝爾委任了魏地拉為阿根廷陸軍的指揮官，同年，魏地拉表示：「在必要范围内，我们必须杀尽可能多的人以恢复阿根廷的安全。」到了1976年3月24日，他就以军事执政团成员之一的身份，推翻了伊莎貝爾，在政變後，一些富裕精英的保守主義者，鼓舞陸軍使用應該「處理」的人民清單來控制情勢，由馬賽拉（Emilio Eduardo Massera）所帶領的一個軍人集團也隨即被建立。

## 違背人權
1979年1月5日，紐約時報刊載了一篇文章，宣稱在拉丁美洲失蹤的人口數已達30,000人。基督科學箴言報、波士頓全球報以及洛杉磯時報也在當年刊出類似報導，指出拉丁美洲已經有30,000人在軍政府的獨裁統治下消失。1980年五月，蒙特婁憲報的一篇訪問報導中指出，單在阿根廷境內就有超過30,000人失蹤，以及15,000人被監禁。
1983年12月10日，勞爾·阿方辛上台執政，同年12月17日，他宣布組成國立失蹤人口調查委員會，開始調查在過去近八年間於軍政府統治下所失蹤的阿根廷人。雖然阿根廷的人權團體認為有30,000人失蹤，但官方委員會僅持有7,158人的案件記錄。官方委員會在最終的調查報告將被消失人口數定為13,000人。2002年，人權觀察出版了一份報告，當中估計阿根廷的被消失人口約15,000人。國際特赦組織亦認為阿根廷的被消失人口約15,000人。

## 馬島戰爭
在1982年，阿根廷軍隊進入了由英國所控制的馬爾維納斯群島（英国称福克蘭群島），但阿根廷軍隊很快就被由撒切尔夫人领导下的英国擊敗。而此戰的失敗也使得阿根廷總統加爾鐵里在同年的6月17日辭職下台（隨後由軍人集團推舉的雷纳尔多·比尼奥内出任總統）。

## 反共產主義
據軍人集團宣稱，他們的任務在於抵制國際共產主義（思想上的戰爭是阿根廷陸軍的所抱持的信條），他們著重在排除可能的社會暴動，並在兀鷹行動中與其他南美洲的獨裁國家聯合起來。除此之外，他們也和世界反共產主義聯盟（World Anti-Communist League）和拉丁美洲成員關係密切。在1980年時，阿根廷軍隊幫助了納粹主義戰犯克劳斯·巴比、Stefano Delle Chiaie和鄰國玻利維亞的Luis García Meza Tejada。

## 美國的牽連
尽管到1976年，至少有六名美国公民被阿根廷军方“失踪”，但包括当时的国务卿亨利·基辛格在内的高级国务院官员都秘密地支持了阿根廷的新军事统治者。基辛格在担任美国国务卿期间，祝贺阿根廷军政府与左派作战，并说他认为“阿根廷政府在铲除恐怖主义力量方面做得很出色”。直到1987年10月， 华盛顿邮报和《新闻周刊》特约记者马丁·埃德温·安德森（Martin Edwin Andersen）在《国家报》上揭露此类行为之后，基辛格才秘密地为军政府的国家恐怖主义政策开了“绿灯”

## 相关艺术作品

### 影片
- 想像阿根廷（Imagining Argentina）－2003年
- 官方說法（The Official Story）－1985年